# Марлборо
Марлборо (енгл. Marlboro) је амерички бренд цигарета, које на међународном тржишту производи компанија „Филип Морис интернешнел“ (енгл. Philip Morris International), а за подручје САД компанија „Филип Морис Ју-Ес-Еј“ (енгл. Philip Morris USA; огранак компаније „Алтрија груп“). Име је добио по улици у Лондону, „Great Marlborough Street“, у којој је била смјештена првобитна фабрика. 
„Филип Морис“, произвођач цигарета из Лондона, образовао је пословницу у Њујорку 1902. године, да би у САД продавао своје цигарете, између осталих и „марлборо“. До 1924. године „марлборо“ је рекламиран као женска цигарета, коју је пратио слоган „Благ као мај“ (енгл. Mild As May).
Бренд се успјешно продавао до Другог свјетског рата, кад је привремено повучен са тржишта. Крајем рата, настала су три нова бренда цигарета: „кемел“, „лаки страјк“ и „честерфилд“. Ове цигарете су дијељене америчким војницима током рата и представљале су успјешан производ чим су се војници вратили кућама.
Током 1950их, часопис „Ридерс дајџест“ (енгл. Reader's Digest) је објавио низ чланака који су повезивали пушење са раком плућа. Компанија „Филип Морис“, али и друге компаније, тим поводом су почеле да производе и рекламирају цигарете са филтером. Нови „марлборо“ са филтером је избачен на тржиште 1955. године. Раних 1960их, „Филип Морис“ је изашао са рекламном кампањом под називом „Марлборо земља“, у оквиру које су у рекламама приказивани мужевни мушкарци у похабаној каубојској ношњи, познати као „марлборо мушкарци“. На радију и телевизији могле су се чути и видјети рекламе попут „Дођите тамо гдје је укус... дођите у МАРЛБОРО ЗЕМЉУ“, док је у позадини свирала музика из филма „Седморица величанствених“.
Студија из 2001-2002. године, коју је спровео амерички Центар за превенцију и контролу болести, показала је да, од свих америчких ученика пушача, 52% средњошколаца (High schools) и 41,8% ученика америчких нижих средњих школа (Middle schools) углавном пуши „марлборо“..